# بیوک‌آباد
بیوک‌آباد ، روستایی از توابع بخش شرا شهرستان همدان در استان همدان ایران است.

## جمعیت
این روستا در دهستان چاه دشت قرار دارد و براساس سرشماری مرکز آمار ایران در سال ۱۳۹۵، جمعیت آن۱۰۲۷ نفر (۳۱۹خانوار) بوده‌است.

## نگارخانه

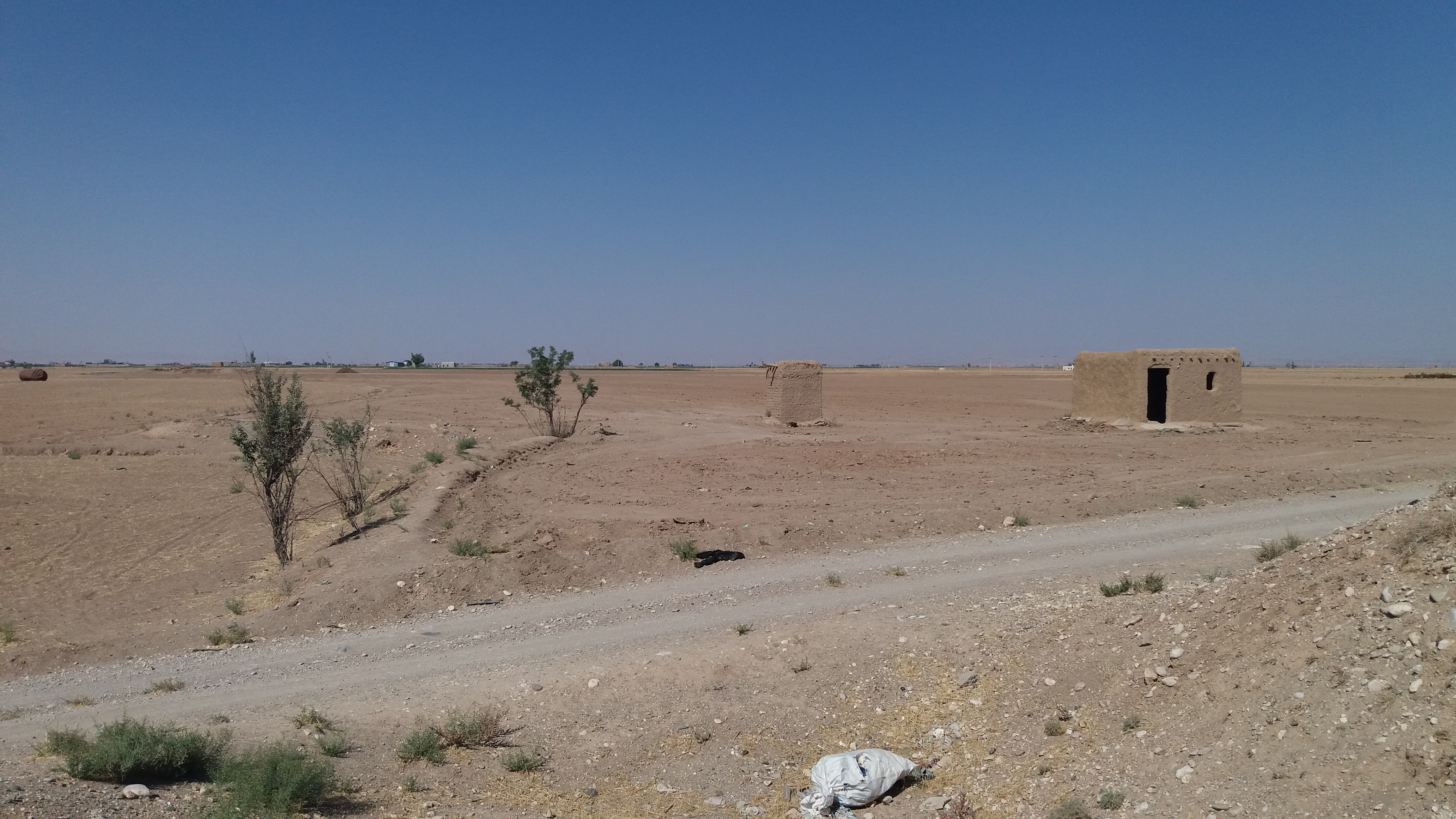
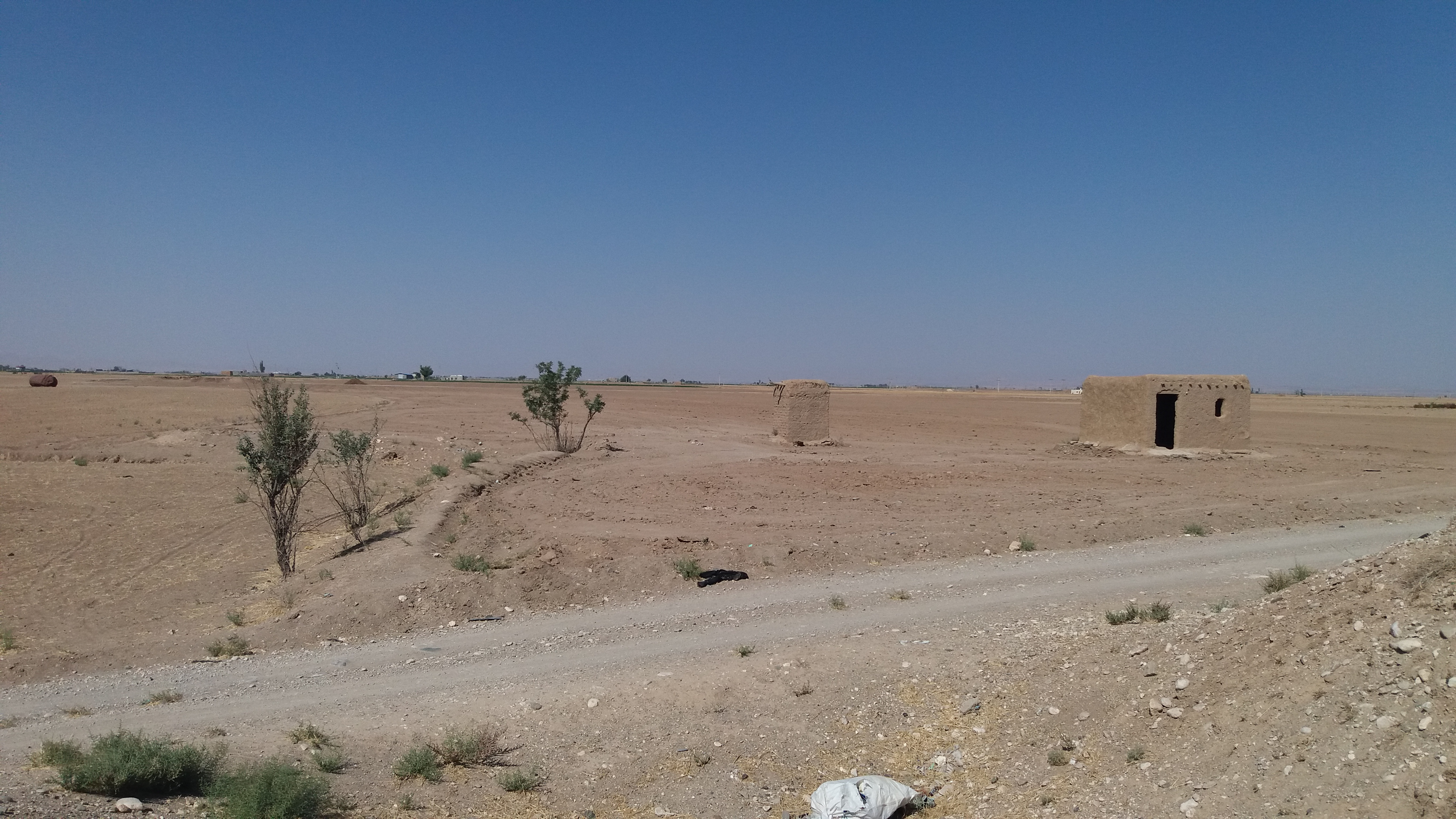
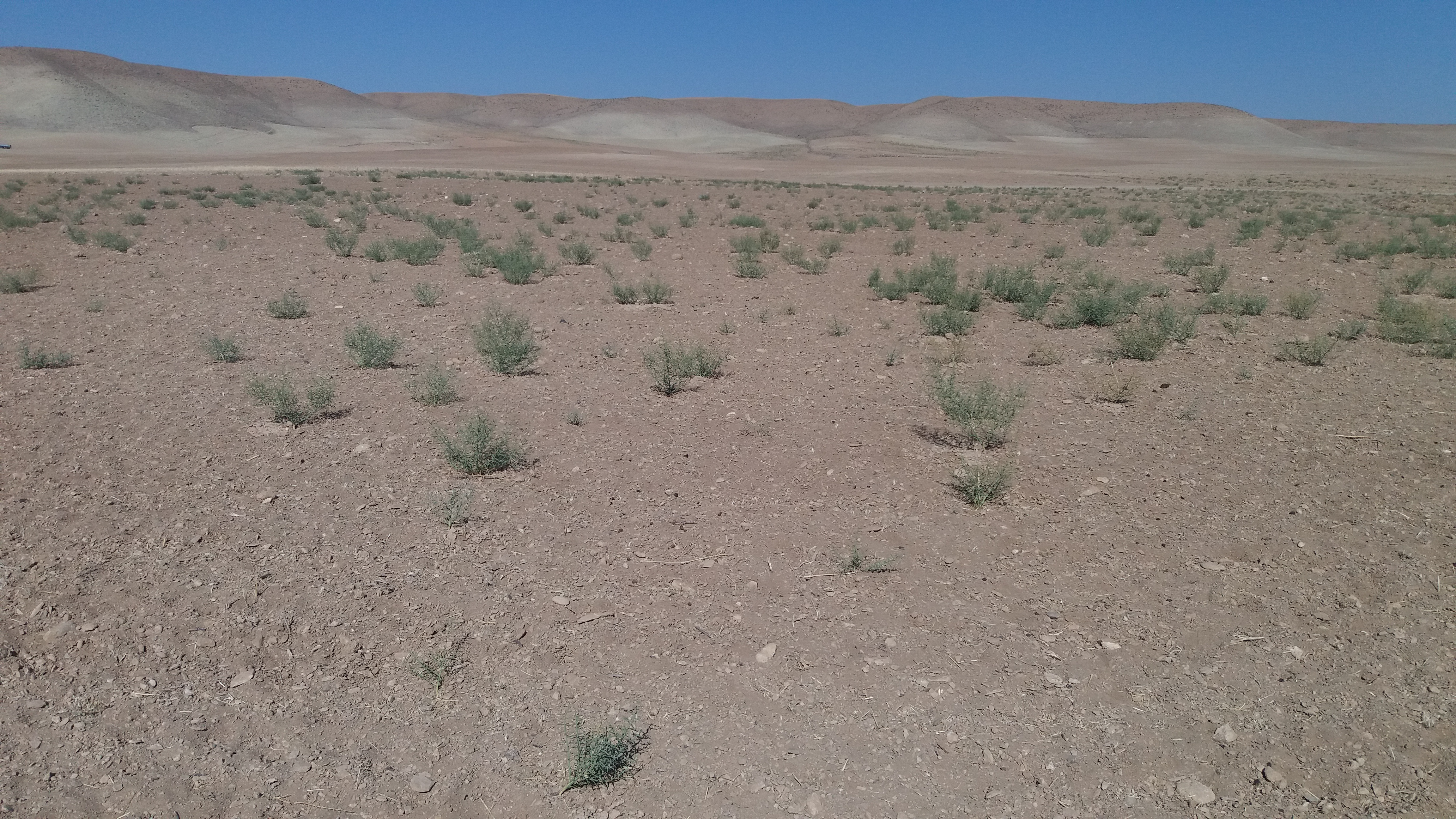

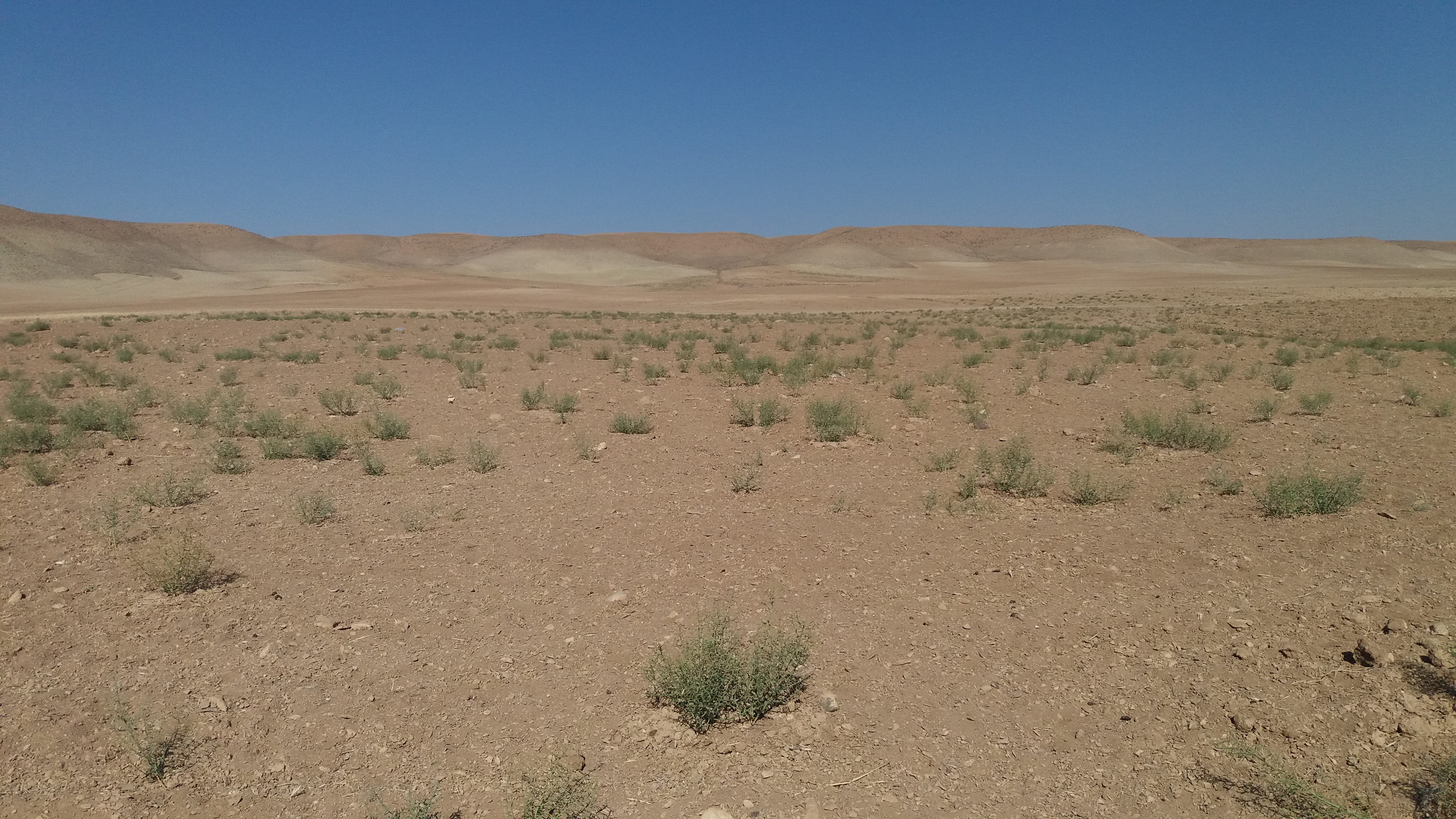
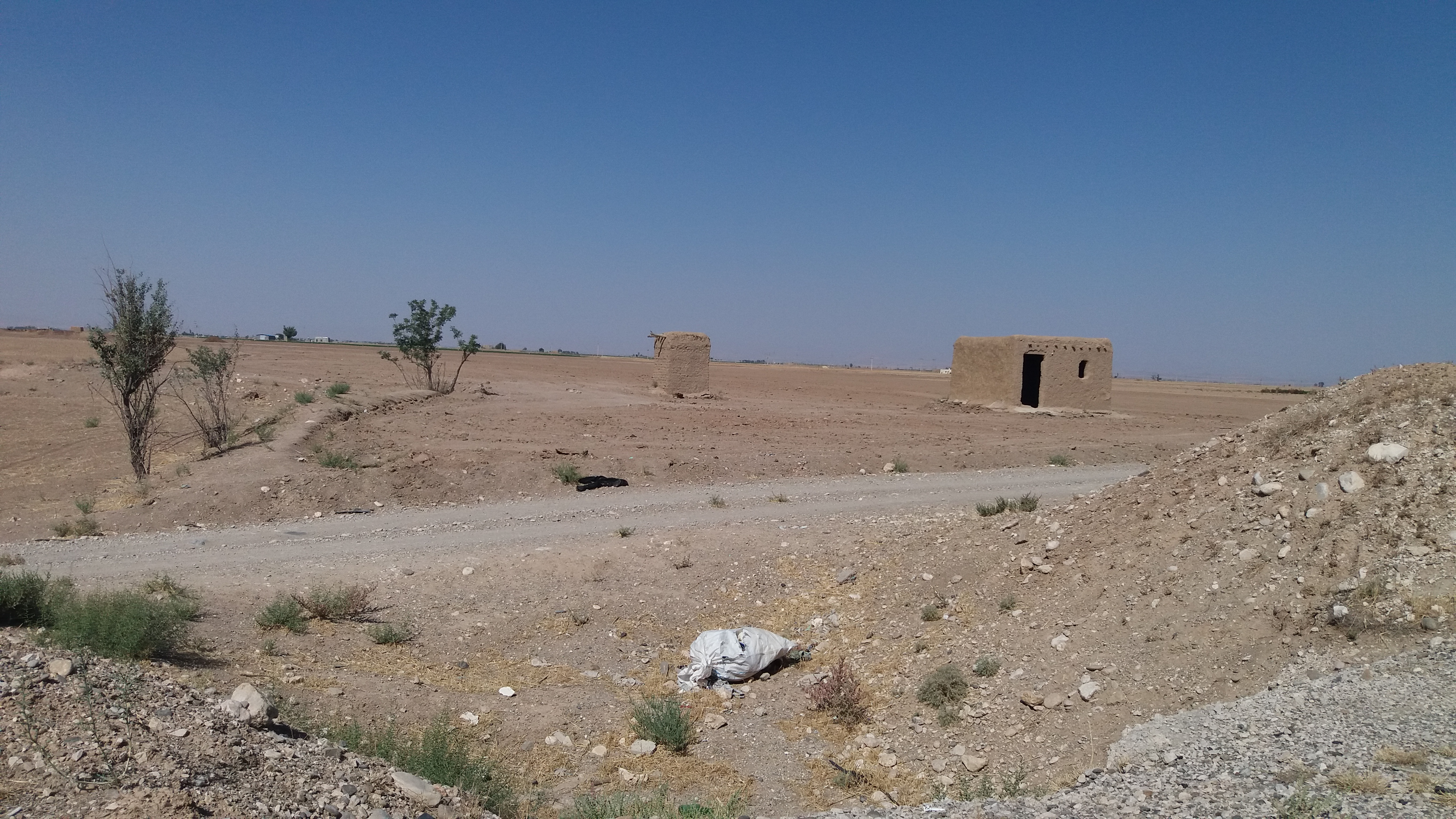
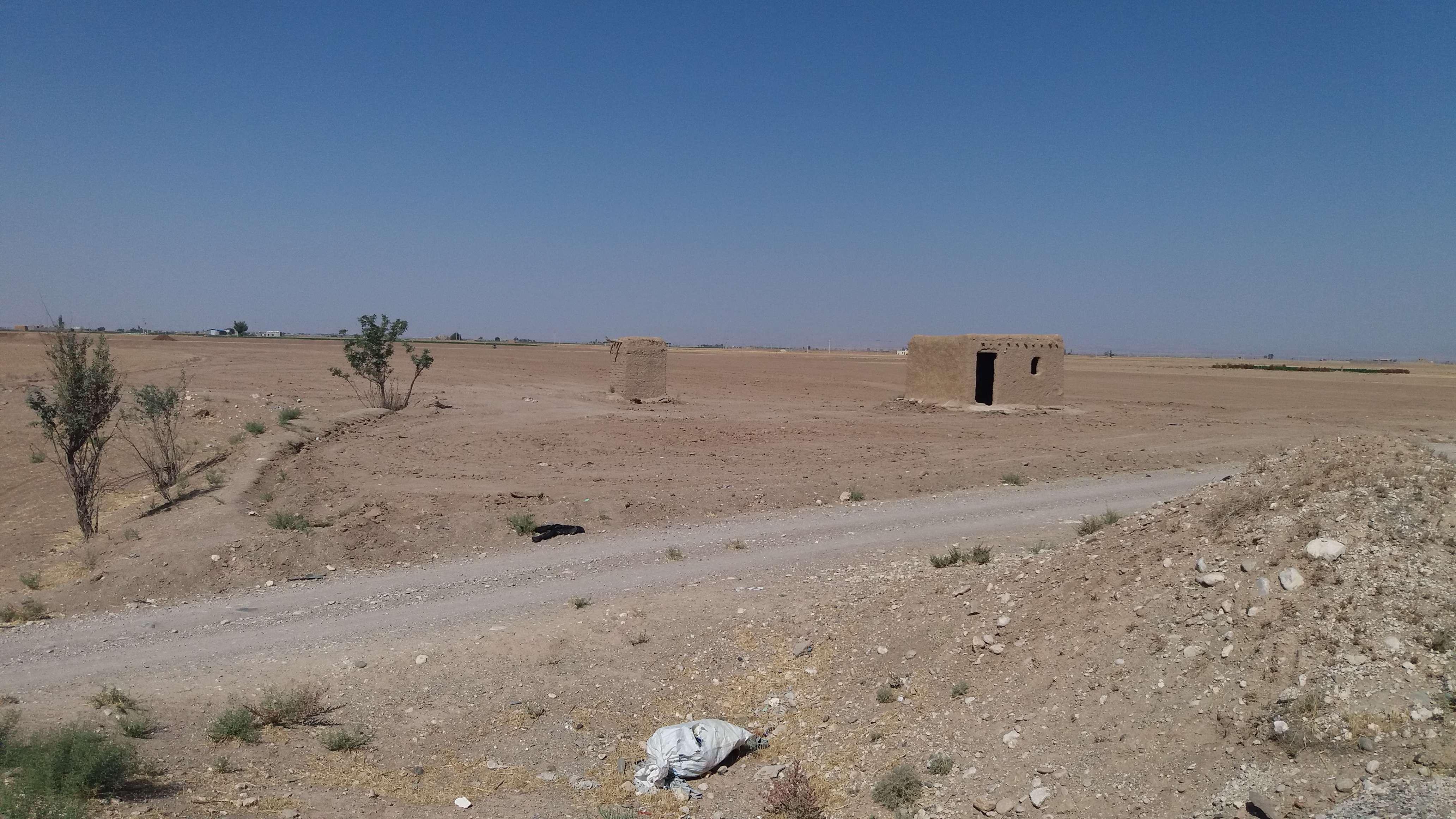

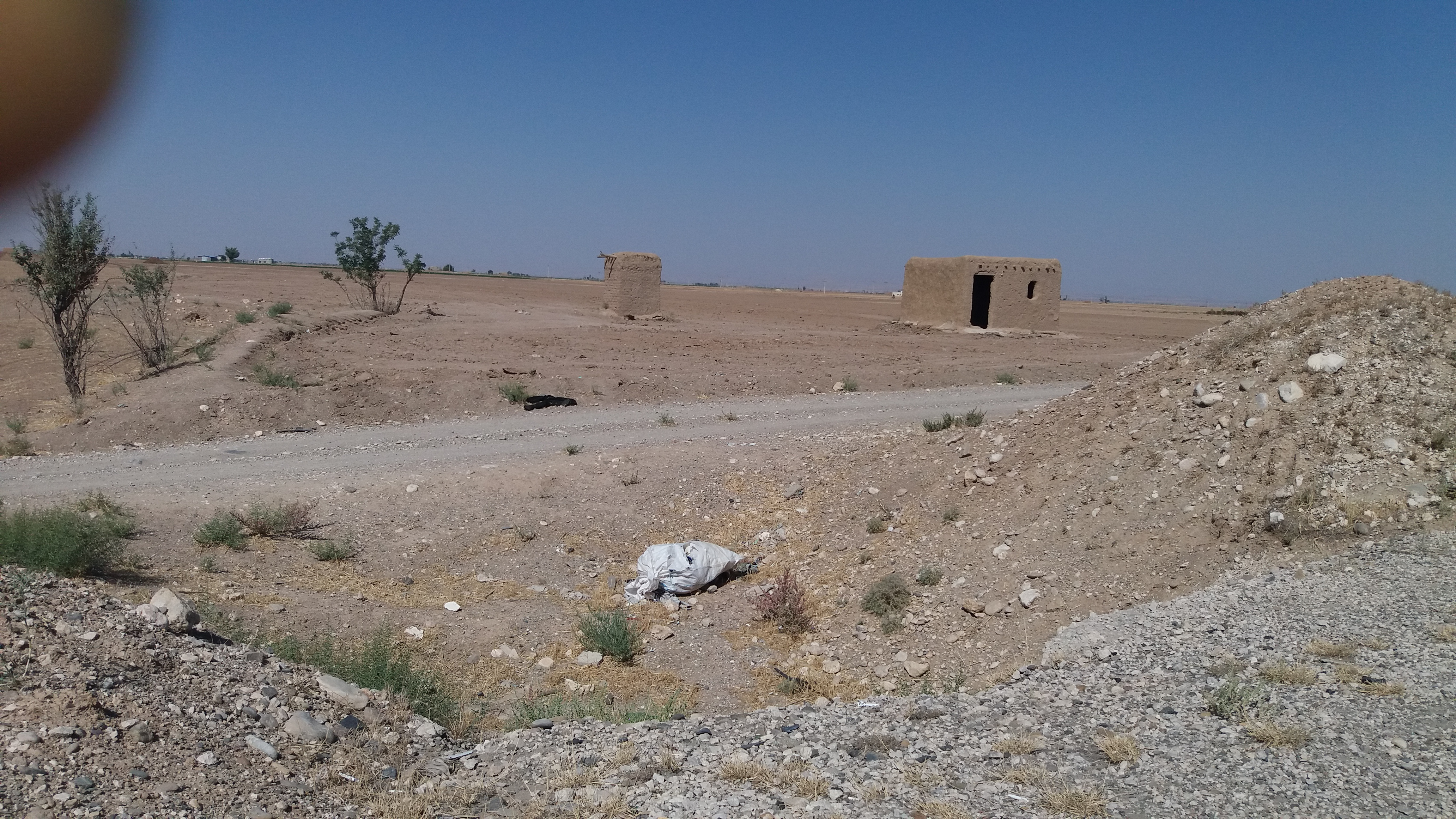
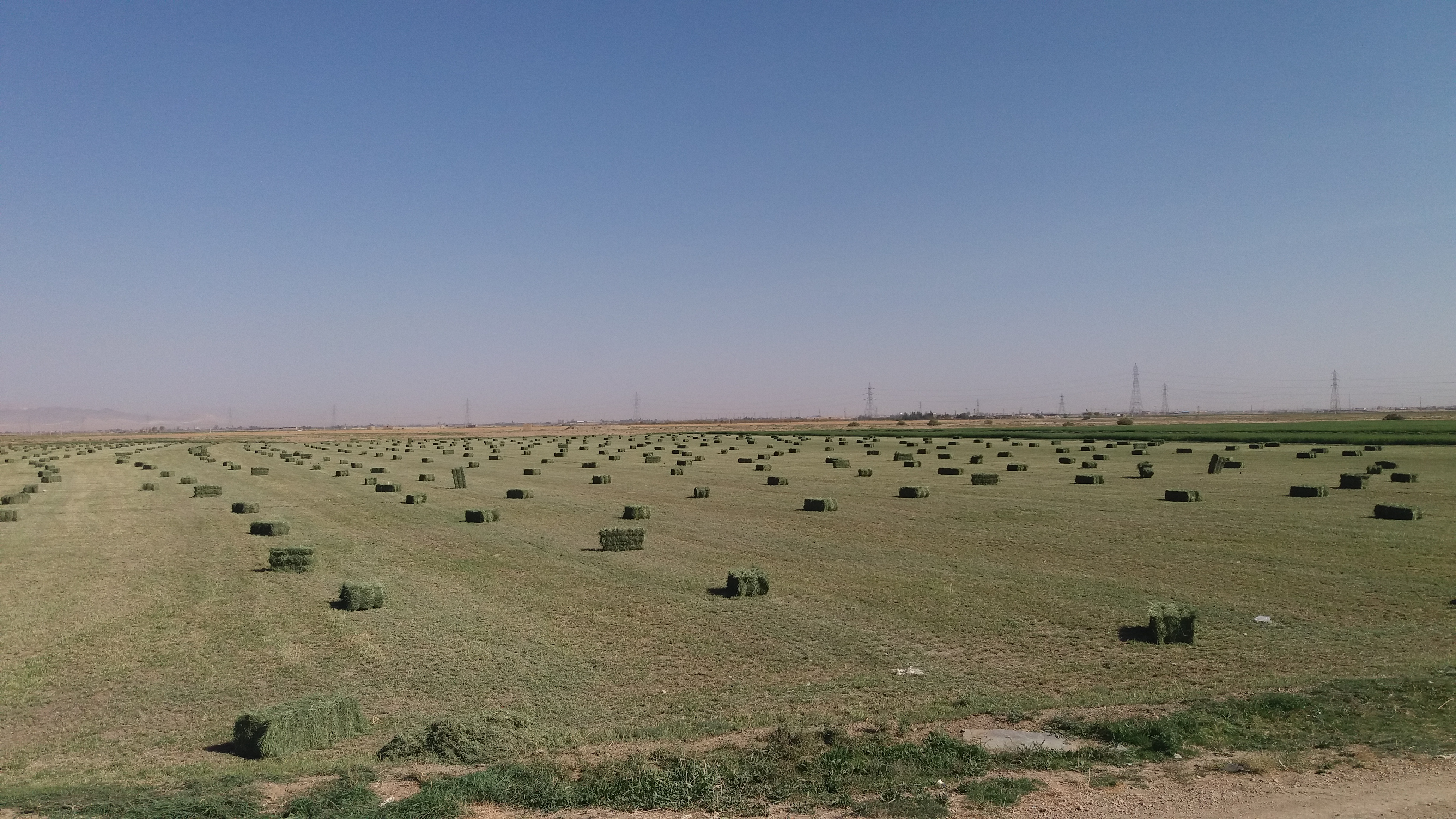
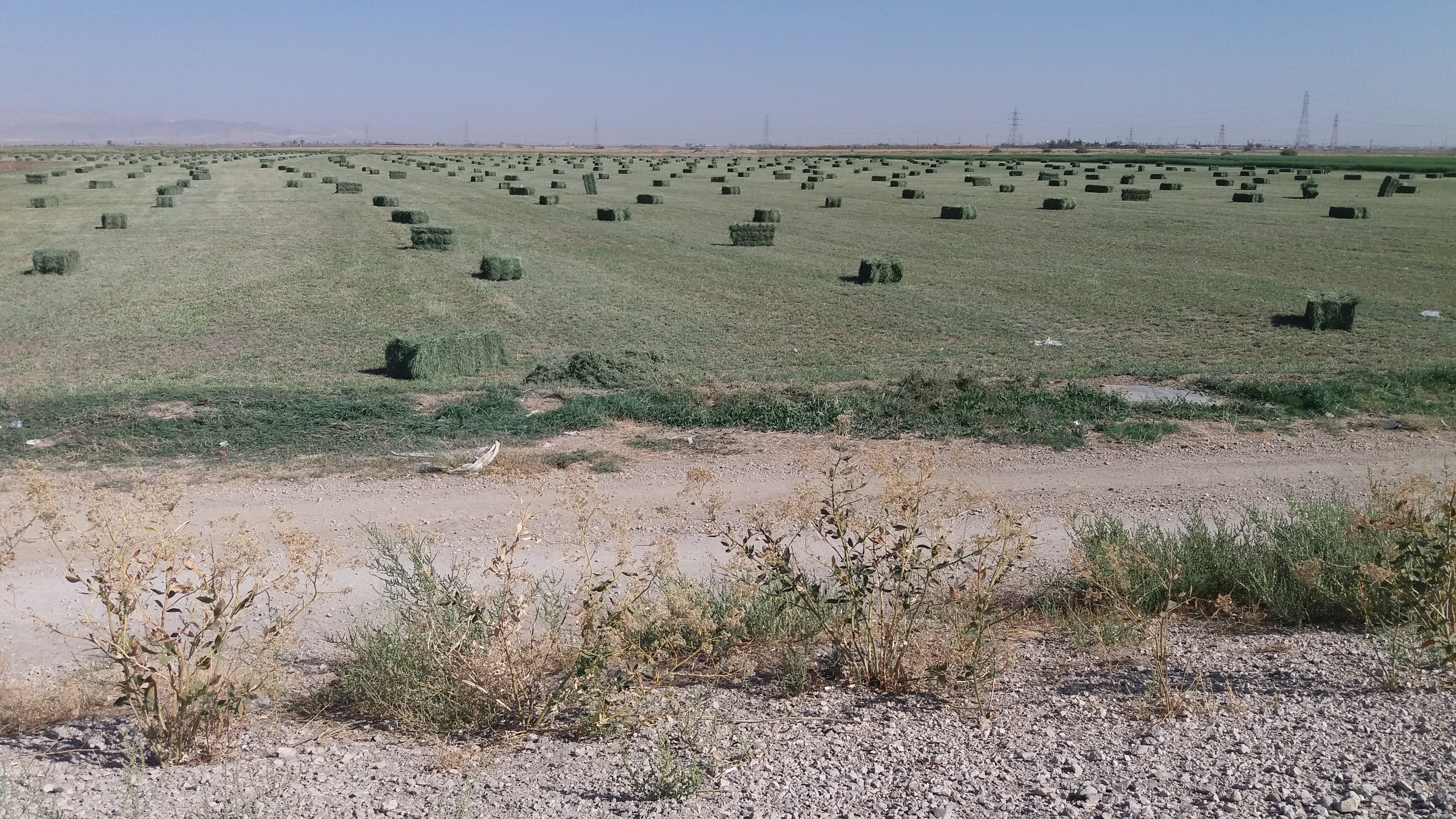